# تومي كان
تومي كان هو لاعب كرة قدم أمريكية كندي، ولد في 14 يناير 1964 في مونتريال في كندا.

## وصلات خارجية
- تومي كان على موقع مرجع كرة القدم المحترفة.كوم (الإنجليزية)
- تومي كان على موقع كلية كرة القدم في سبورتس رفرنس.كوم (الإنجليزية)